# Port lotniczy Bakersfield-Meadows Field
Port lotniczy Bakersfield-Meadows Field (IATA: BFL, ICAO: KBFL) – port lotniczy położony w Bakersfield, w Kalifornii, w Stanach Zjednoczonych.

## Linie lotnicze i połączenia
- United Express obsługiwane przez SkyWest (Denver, Houston-Intercontinental, Los Angeles, San Francisco)
- US Airways Express obsługiwane przez Mesa Airlines (Phoenix)